# Urarina

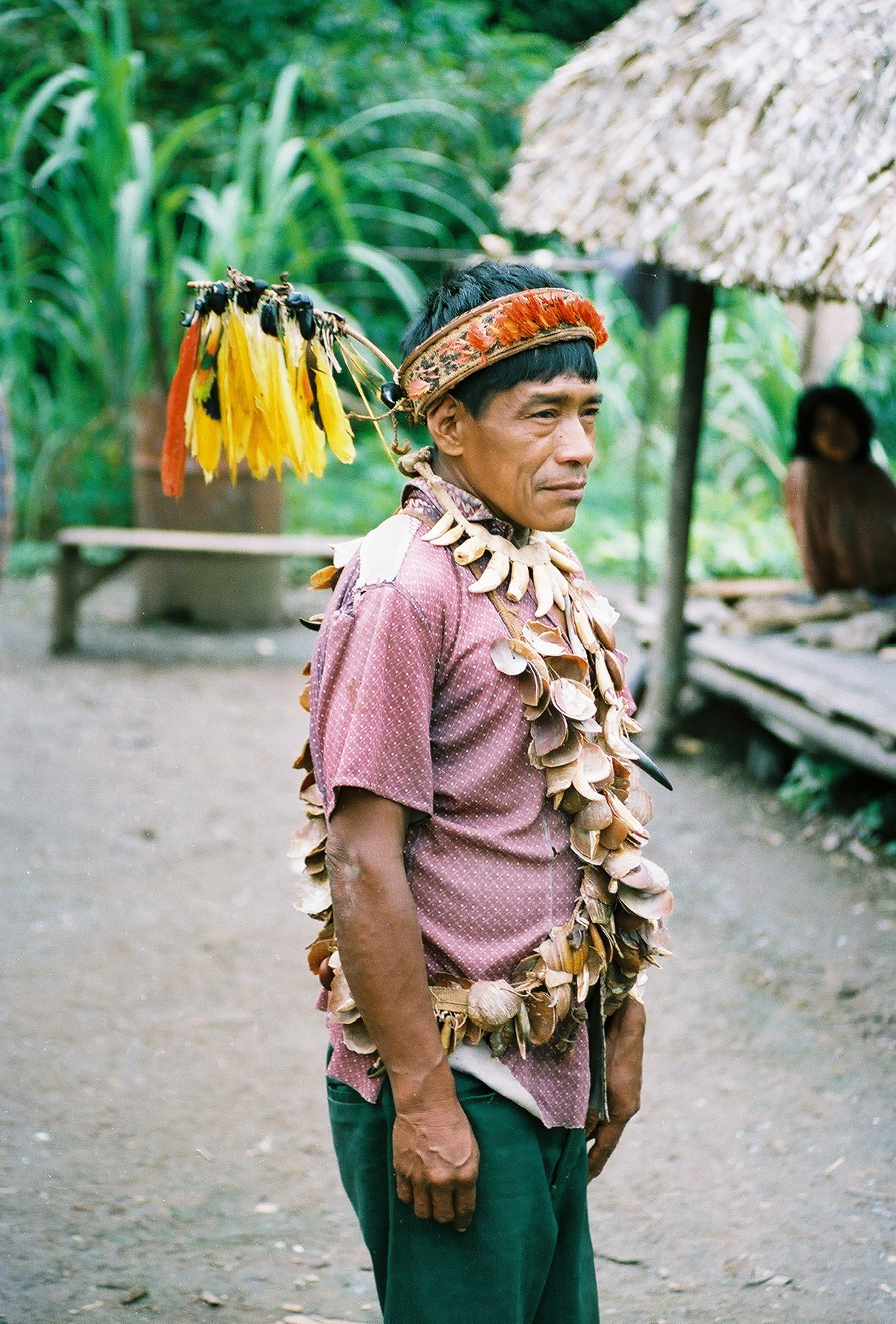
Sciamano Urarina, foto del 1988.

 Gli Urarina sono un gruppo indigeno della amazzonia peruviana (dipartimento di Loreto), e vivono presso i fiumi Chambira, Urituyacu, e Corrientes. Secondo ricerche archeologiche e storiche, abitano il bacino del Chambira da secoli.  Gli Urarina usano il termine Kachá (letteralmente: "persona"), per indicare loro stessi, mentre gli etnologi usano il termine Urarina. Il termine vernacolare locale per gli Urarina è Shimaku, e da loro è considerato un termine offensivo. L'etnonimo "Urarina" potrebbe essere derivato dal Quechua -- uray significa "sotto", e rina è una corruzione di runa, che significa "gente". Quindi in Quechua ci si riferisce a loro come uray-runa o "gente dal basso" o "gente del basso fiume".

## Società e cultura
La società e la cultura Urarina hanno ricevuto poca attenzione nella letteratura etnografica della regione. Descrizioni della gente Urarina sono state riportate da Castillo, tramite le informazioni date da G. Tassmann nel suo testo Die Indianer Nordost-Peru, e da osservazioni fatte da dei missionari e avventurieri contemporanei.
Gli Urarina sono una società semi-mobile di cacciatori e orticultori che conta circa 2000 persone.  I villaggi Urarina sono composti da diversi gruppi di case, situate su dei banchi presso i fiumi e corsi d'acqua del bacino di Chambira. 
Gli Urarina possiedono una visione di un sistema cosmologico animista basato sullo sciamanesimo ayahuasca, che si basa in parte sul consumo di Brugmansia.
Gli Urarina come altre popolazioni amazzoniche praticano l'adozione inter-specifica. In seguito ad atti di predazione, come la caccia, adottano i cuccioli degli animali rimasti orfani che diventano a tutti gli effetti membri della comunità umana.

## Lingua
La lingua Urarina è stata classificata come lingua isolata da Terrence Kaufman (1990).  Alcune parti della Bibbia sono state pubblicate nella lingua nel 1973.

## Mitologia
Gli Urarina parlano di un mito riguardo a un diluvio, dove un uomo salvò sé stesso arrampicandosi su un albero di cudí (amasiza, Erythrina elei); la moglie dell'uomo venne trasformata in un nido di termiti che pendeva dall'albero, mentre i loro due figli diventarono degli uccelli.  In seguito l'uomo prese in moglie un'altra donna, una che aveva creato una vipera, un ragno e una formica gigante per cercare di fermare l'uomo. 
Un altro mito, sempre correlato a un diluvio, parla di una inondazione avvenuta durante una festa dove si beveva birra di cassava, causato dall'urina della figlia del dio Ayahuasca, "che diede origine al mondo degli spiriti".

## Sopravvivenza
Nonostante i problemi come ecocidio, misure per la sanità inadeguate,  e appropriazione culturale,, gli Urarina hanno resistito alla violenza del colonialismo della regione Amazzonica, particolarmente durante la dittatura di Alberto Fujimori.